# Club Deportivo Leones del Norte
O Leones Fútbol Club, também conhecido simplesmente como Leones, é um clube de futebol equatoriano fundado em 4 de novembro de 2017 como Club Deportivo Profesional Leones del Norte. Sua sede fica em Atuntaqui (também chamada Santa Marta de Atuntaqui), cidade e capital do cantão de Antonio Ante, na província de Imbabura.

## História
O Leones Fútbol Club, com sede em Atuntaqui, província de Imbabura, foi fundado em 4 de novembro de 2017.

### Primeiros anos na terceira divisão
Já em 2018, iniciou sua trajetória no futebol profissional disputando a Segunda Categoria provincial. Em sua estreia, o time teve um desempenho destacado, terminando como vice-campeão do torneio de Imbabura, o que lhe garantiu a classificação inédita para os zonais de acesso à Série B, segunda divisão de competência da Liga Profissional de Futebol do Equador (LigaPro). Na fase nacional, caiu no Grupo 4, ao lado de Alianza Cotopaxi, Cumbayá FC de Quito e Anaconda FC de La Joya de los Sachas, encerrando sua participação na quarta colocação.
Em 2019, não passou da fase provincial, finalizando em terceiro lugar. Já em 2020 veio a primeira grande conquista do clube, sob comando do técnico brasileiro Enoch de Souza. Em uma temporada marcada pela pandemia de COVID-19, os Leones del Norte conquistaram seu primeiro título de campeão provincial de Imbabura. Porém, nos play-offs nacionais, acabou eliminado na primeira fase pelo Club La Paz, de Manta.
Em 2021, a equipe repetiu o feito e conquistou o bicampeonato provincial, somando a segunda estrela em sua história. Nos play-offs do Ascenso Nacional, venceu adversários como Danubio (da província de Pastaza), Santa Elena Sumpa (da província de Santa Elena), Club Aampetra (da província de Pichincha) e Deportivo Santo Domingo, este último nos pênaltis. Nas semifinais do acesso à Série B, enfrentou um velho conhecido do futebol local, o Imbabura SC, mas foi derrotado por 3–1 no agregado, dando fim à campanha pelo acesso.
Na temporada 2022, brilhou novamente, conquistando o tricampeonato provincial e chegando aos play-offs do Ascenso Nacional, mas sendo eliminado pelo Baldor Bermeo Cabrera (da província de Azuay), por 3–2 no agregado.

### Histórico acesso à segunda divisão
Em 2023, o clube alcançou o tetracampeonato provincial e iniciou uma campanha histórica nos play-offs do Ascenso Nacional: eliminou Huaquillas FC (da província de El Oro), Guaranda FC (da província de Bolívar), Deportivo Quevedo (da província de Los Ríos) e, nas semifinais, bateu Cimarrón Furia Verde (da província de Esmeraldas) por 2–0 no agregado, garantindo o acesso à Série B e a vaga na final do campeonato. Na decisão, superou o velho conhecido San Antonio FC por 2–1, coroando-se campeão nacional da Segunda Categoria de 2023.

### Mudança de nome
Em 16 de julho de 2024, em sessão da Federação Equatoriana de Futebol (FEF), o Comitê Executivo da entidade oficializou a mudança do nome do clube. O Ministério do Esporte aprovou que a equipe passe a se chamar formalmente como Leones Fútbol Club, consolidando sua identidade e história.

## Temporadas no Campeonato Equatoriano de Futebol
| Competição        | Nível            | Status           | Anos        |
| Série A           | Primeira divisão | Profissional     | nenhuma     |
| Série B           | Segunda divisão  | Profissional     | 2024 ― hoje |
| Segunda Categoria | Terceira divisão | Semiprofissional | 2018 ― 2023 |

## Títulos

### Nacionais
| Competição        | Nível            | Status           | Títulos  | Vices  |
| Segunda Categoria | Terceira divisão | Semiprofissional | 1 (2023) | nenhum |

### Provinciais
| Competição                    | Nível | Status | Títulos                    | Vices    |
| Segunda Categoria de Imbabura |       |        | 4 (2020, 2021, 2022, 2023) | 1 (2018) |